# Райн-Кивиярвенйоки
Ра́йн-Кивия́рвенйоки (фин. Rainkivijärvenjoki) — река в России, протекает по территории Найстенъярвского сельского поселения Суоярвского района Республики Карелии. Длина реки — 13 км.

## Общие сведения
Река берёт начало из болота без названия и далее течёт преимущественно в юго-восточном направлении по заболоченной местности.
Река в общей сложности имеет четыре малых притока суммарной длиной 8,0 км.
Впадает на высоте выше 165,4 м над уровнем моря в озеро Вегарусъярви, из которого берёт начало река Вегарусйоки, приток реки Айттойоки, впадающей в озеро Салонъярви. Из последнего вытекает река Каратйоки, которая впадает в озеро Суоярви, исток реки Шуи.
Населённые пункты на реке отсутствуют.
Код объекта в государственном водном реестре — 01040100112102000014158.